# توني بارات
توني بارات (بالإنجليزية: Tony Barratt)‏ هو لاعب كرة قدم بريطاني، ولد في 18 أكتوبر 1965 في سالفورد في المملكة المتحدة. لعب مع غريمسبي تاون ونادي هارتلبول يونايتد ونادي يورك سيتي.

## وصلات خارجية
- توني بارات على موقع Soccerbase.com (لاعب) (الإنجليزية)